# Notbremsüberbrückung

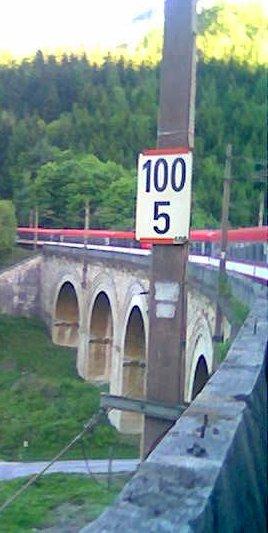
Kennzeichnung eines NBÜ-Abschnittes an einem Viadukt der Semmeringbahn

Die Notbremsüberbrückung (NBÜ) dient bei Personenzügen dazu, den Zug trotz betätigter Notbremse weiterfahren zu lassen und erst an einem besser geeigneten Ort zum Stillstand zu bringen. Grund für ihre Einführung war, dass das Halten eines brennenden Zuges in einem Tunnel zu verheerenden Folgen führen kann, aber auch, dass ein Zug, der an einem schwer zugänglichen Punkt zum Stehen kommt, Hilfsmaßnahmen erschwert.

## NBÜ bei der Eisenbahn

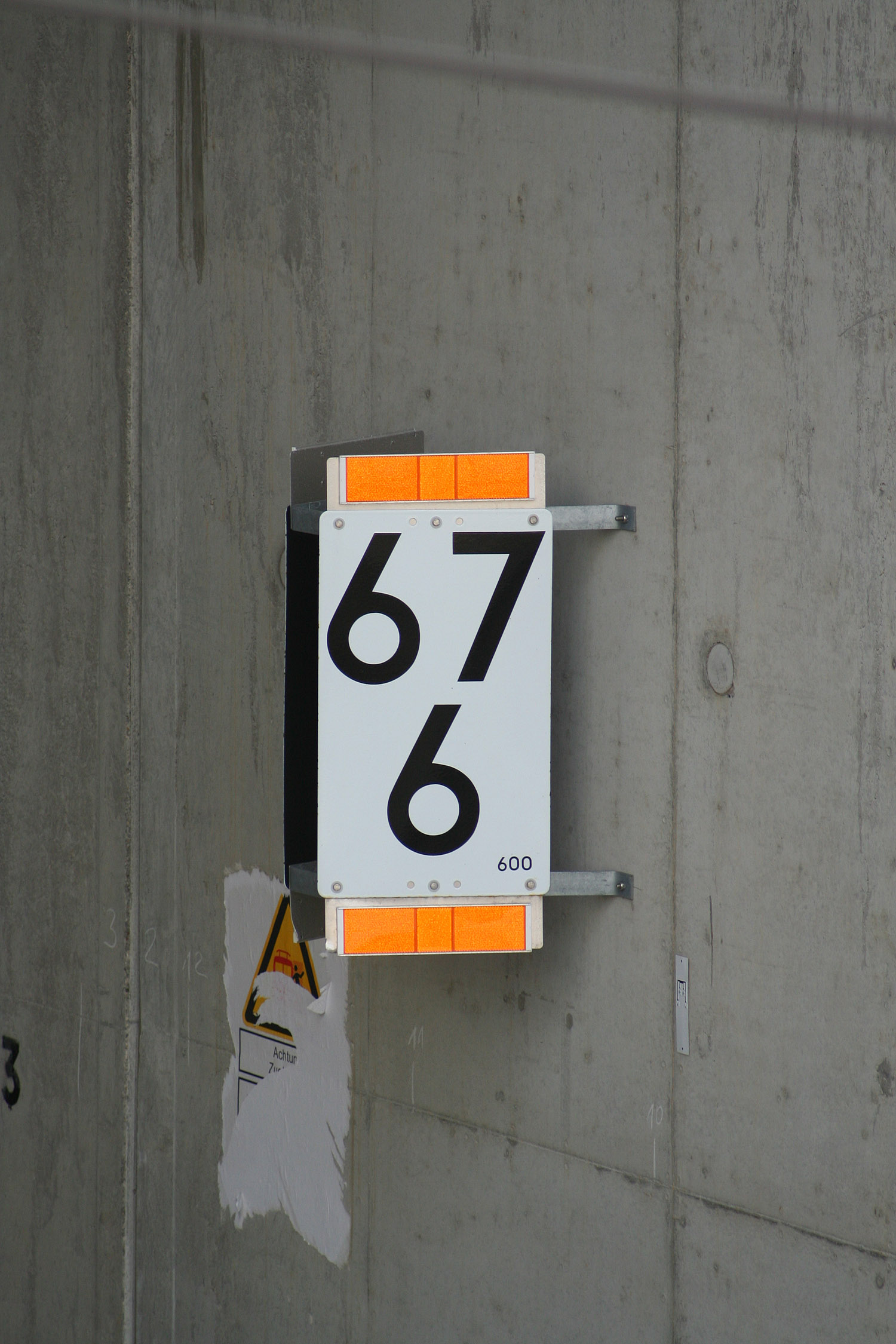
Kennzeichnung eines NBÜ-Abschnittes in Deutschland durch orangefarbene Streifen

Bei der Eisenbahn funktioniert die Notbremsüberbrückung nur mit entsprechend ausgerüsteten Reisezug- und Triebwagen. Darüber hinaus muss auch das Triebfahrzeug entsprechend ausgerüstet und mit den Wagen über eine entsprechende Steuerleitung verbunden sein, über welche die Steuersignale übertragen werden.
Die Notbremsüberbrückung muss vom Triebfahrzeugführer in besonders gekennzeichneten Streckenabschnitten angewandt werden. In der Regel sind dies Bereiche, die für Hilfsmannschaften nur schwer zugänglich sind (Tunnel, Berghänge, lange Brücken). In Deutschland und in Österreich sind diese Bereiche oft daran erkennbar, dass sich am oberen und unteren Rand der Hektometertafeln orangefarbene waagrechte Streifen befinden.
Die Markierungen (NBÜ-Kennzeichen) sind in Deutschland für mehr als 500 m lange Tunnel vorgesehen, die mit mehr als 160 km/h befahren werden. Sie zeigen dem Triebfahrzeugführer an, in welchen Streckenabschnitten er vor und im Tunnel bei Betätigung der Notbremse Maßnahmen zu deren Überbrückung zu ergreifen hat. In diesen Abschnitten sind Kilometer- und Hektometerzeichen ober- und unterhalb durch einen orangefarbenen waagerechten Streifen ergänzt. Sie sollen beidseitig an der fünften Hektometertafel vor dem Tunnel beginnen und sind längs beidseitig der Strecke anzuordnen. Die Kennzeichnung ist bis zum fünften Hektometerzeichen vor dem Ende des Tunnels weiterzuführen. Bei zwei in einem Abstand von weniger als 1000 m aufeinander folgenden Tunneln gehen die NBÜ-Abschnitte ineinander über.
Wird innerhalb eines Tunnels und außerhalb eines planmäßigen Haltes die Notbremse gezogen, muss der Triebfahrzeugführer laut Regelwerk der Deutschen Bahn die Notbremsung überbrücken und höchstens mit der im Fahrplan zugelassenen Geschwindigkeit weiterfahren. Bei ETCS Level 2 ohne Hauptsignale sind maximal 140 km/h zulässig. Diese Geschwindigkeit wurde festgelegt, da in derartigen Bereichen im Fahrplan nur die SR-Geschwindigkeit von 40 km/h im Fahrplan angegeben wird. Damit soll eine allzu lange Ausbreitung vermieden und es gleichzeitig dem Triebfahrzeugführer ermöglicht werden, den Halteort außerhalb des Tunnels sicher zu bestimmen.
Nach dem Notbremsüberbrückungsbereich muss so angehalten werden, dass der Zug außerhalb des Tunnels oder am nächsten planmäßigen Halt innerhalb des Tunnels zum Halten kommt. Wenn die Notbremse an einem Bahnsteig betätigt wird, an dem der Zug gehalten hat, muss der Triebfahrzeugführer die Bremsung sofort unterstützen und den Zug anhalten, auch wenn nur ein Teil des Zuges am Bahnsteig zum Halten kommt. In Abschnitten mit NBÜ-Kennzeichen muss der Triebfahrzeugführer zum Halten außerhalb eines Tunnels bis zum ersten Hektometerzeichen ohne NBÜ-Kennzeichen weiterfahren und dort eine Bremsung einleiten.
In der Schweiz gibt es außer unter ETCS Level 2 keine besondere Kennzeichnung der NBA/NBÜ-Abschnitte. Die Wirkung der Notbremse ist in Tunneln, auf Brücken, oder falls der Zug bei wirkender Notbremse in diesen Bereichen zu stehen kommen würde, zu überbrücken. Der Zug muss anschließend an geeigneter Stelle angehalten werden.

Mit ETCS können NBÜ-Abschnitte als non stopping areas in Form einer Streckeneigenschaft (track condition) definiert werden. Diese Daten dienen rein der Information des Triebfahrzeugführers und haben keine automatischen Reaktionen des Fahrzeugs zur Folge. Die Bereiche werden im DMI unterhalb der Tachoscheibe mittels eines grauen Symbols angezeigt und zuvor mittels eines gelben Symbols vorangekündigt. Die Vorankündigung erfolgt, wenn der NBÜ-Abschnitt noch nicht erreicht wurde, jedoch der Zug mit einer Vollbremsung (entlang der berechneten SBI-Bremskurve) nicht mehr zum Halt gebracht werden könnte.

### Technische Umsetzung

#### System DB

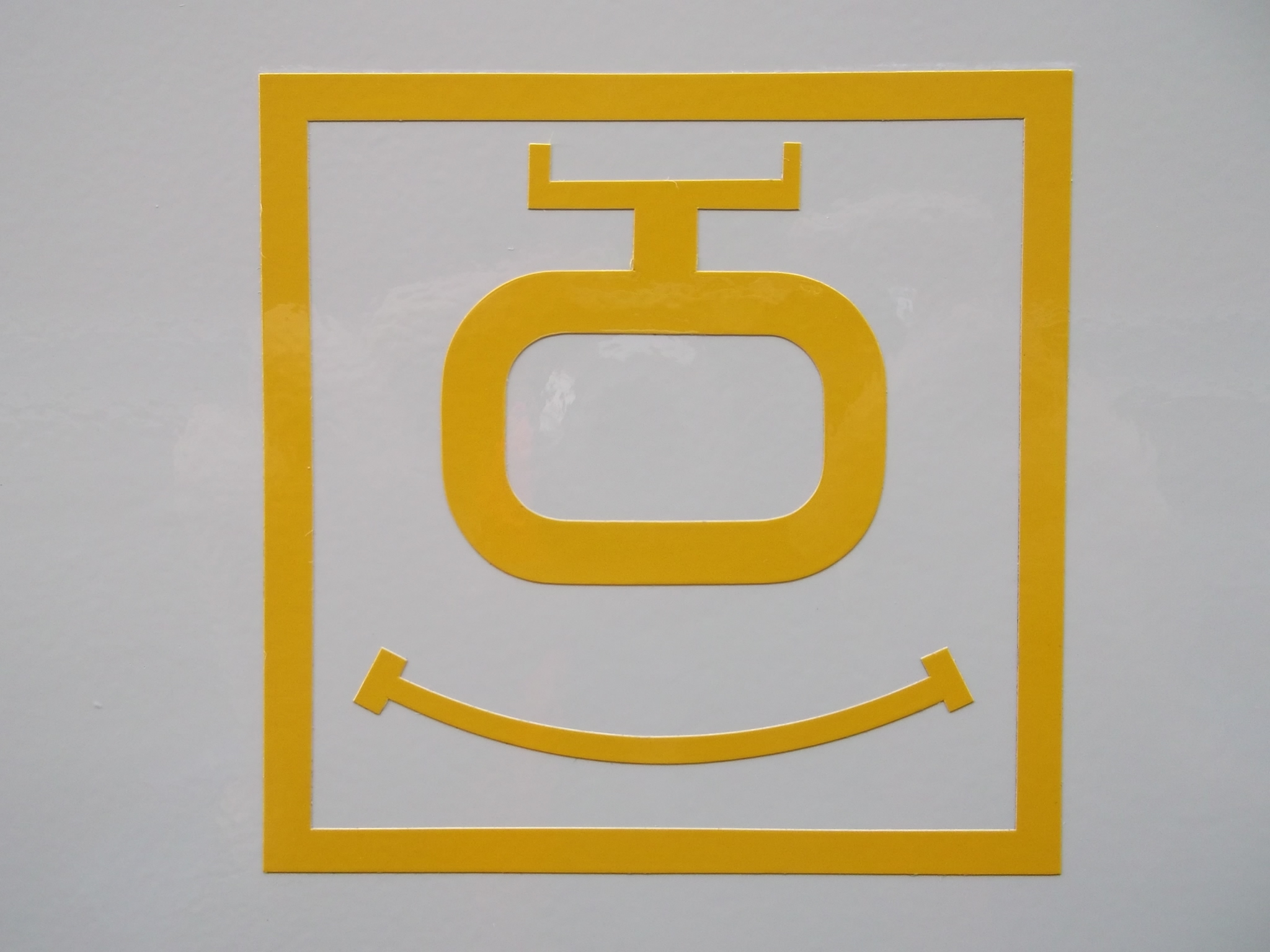
Bremsanschrift eines Reisezugwagens - Symbol Notbremsüberbrückung über IS-Leitungssteuerung nach System DB

Das „System DB“ ist ein von der damaligen Deutschen Bundesbahn selbstentwickeltes NBÜ-System. Die Betätigung einer Notbremse führt hier zu einer unmittelbaren Entlüftung der Hauptluftleitung, die nachträglich durch den Triebfahrzeugführer überbrückt werden kann. Anders als bei der NBÜ nach UIC 541-5 wird hier als Übertragungsmedium die damals an den Reisezugwagen schon vorhandene 13- oder 18-polige IS-Leitung nach UIC 558 verwendet. Eine aufwendige teure Nachinstallation von separaten zusätzlichen neunpoligen EBAS-Leitungen war dabei nicht notwendig. Dabei mussten aus Mangel an freien Adern der IS-Leitung die Adern 9 bis 12 mehrfach belegt werden. Dies führte später zu unerwünschten Wechselwirkungen zwischen der NBÜ-DB und zwischenzeitlich weiterentwickelten Türsteuerungssystemen von Regionalverkehrswagen wie SAT oder TAV. DB Regio entschied daraufhin, das System NBÜ-DB zukünftig an ihren Wagen nicht mehr einzusetzen und entwickelte das System NBÜ 2004. Im Fernverkehr der Deutschen Bahn sowie bei mehreren anderen europäischen Bahnen wird das System weiterhin an lokbespannten Reisezügen eingesetzt.
Die Notbremsüberbrückung war eine von vier Hauptforderungen aus einem 1983 vorgelegten Gutachten zur Ermittlung und Erhöhung der Sicherheit auf den im Bau befindlichen ersten deutschen Neubaustrecken des Hochgeschwindigkeitsverkehrs. In den vielen Tunneln der ersten Neubaustrecken des Hochgeschwindigkeitsverkehrs konnte die Betätigung der Notbremse risikoerhöhend wirken, da damit ein Zug unbeabsichtigt im Tunnel zum Halten kommen könnte. Auf Strecken mit hohem Tunnelanteil sollte daher auf die Bremswirkung der Notbremse verzichtet werden. Die Notbremsüberbrückung wurde mit der Dritten EBO-Änderungsverordnung im Mai 1991 in die Eisenbahn-Bau- und Betriebsordnung (EBO) aufgenommen.

#### UIC 541-5
Eine von der UIC festgelegte Standardisierung sieht UIC 541-5 für die ep-Bremssteuerung und damit auch für die Notbremsüberbrückung vor. Dabei kommt eine separate 9-polige Leitung (EBAS-Leitung, Elektronisches Bremsabfrage- und Ansteuerungssystem) zur Anwendung. Auch bei diesem System wird die Hauptluftleitung bei Betätigung der Notbremse zunächst unmittelbar entlüftet, bis eine Überbrückung stattfindet.

#### NBÜ 2004
Dieses System nutzt ebenfalls die EBAS-Leitung nach UIC 541-5, allerdings führt die Betätigung einer Notbremse zunächst nur zu einer optischen und akustischen Meldung im Führerstand. Der Triebfahrzeugführer muss diese Meldung entweder durch einen Überbrückungsbefehl oder durch eine Schnellbremsung bestätigen. Andernfalls wird die Notbremsung nach kurzer Zeit selbsttätig wirksam. Notbremsungen bei stehendem Zug oder kurz nach der Abfahrt können nicht überbrückt werden. Seit dem 1. Juli 2011 ist NBÜ 2004 das vom Eisenbahnbundesamt für DB-Regionalzüge zugelassene NBÜ-System.
Das System wurde unter Gesichtspunkten der Systemüberwachung und Ausfallsicherheit weiterentwickelt. Bis Ende 2014 mussten die Systeme NBÜ 2004 auf „NBÜ 2004 optimiert“ hochgerüstet werden, danach entfiel die Zulassung für die bisherige NBÜ 2004.
Dabei besteht die Optimierung im Wesentlichen aus einem zweiten Kontakt an den Notbremskästen. Die Schaltung der Kontakte wird geändert. Ein Kontakt wird von der NBÜ-Karte des Wagens eingelesen und verarbeitet, der andere Kontakt wirkt direkt auf die NBÜ-Auslöseschleife der neunpoligen ep-Leitung. Damit kann auch bei einem Wagen ohne eigene Spannungsversorgung, z. B. bei defekter Batterie, die Notbremse ausgelöst werden.
In der Schweiz ist dieses System unter dem Begriff Notbremsanforderung (NBA) verbreitet.

#### NBÜ in Triebzügen
Triebzüge mit Mittelpufferkupplung sind nicht so eingeschränkt, was die Anzahl der mitgekuppelten Steuerleitungen betrifft, zudem sind sie meist nur mit der eigenen Baureihe oder einer beschränkten Baureihenfamilie kuppelbar. Diese Züge benutzen eine eigene NBÜ-Lösung. Diese basiert auf der sowieso schon vorhandenen ep-Bremse. Das Zugsteuergerät wertet die Signale aus und realisiert die NBÜ-Funktion in der Software in der Kommunikation zu dem Bremsrechner. Das Verhalten und der Funktionsumfang entsprechen der NBÜ 2004 oder der NBÜ nach UIC 541-5.

## NBÜ im Stadtverkehr
Im Öffentlichen Personennahverkehr ist die Notbremsüberbrückung vor allem bei Untergrundbahnen, aber auch in S-Bahn-Netzen mit Tunnelstrecken gebräuchlich. Auch hier ist es meist besser, einen Zug im Notfall (z. B. bei einem Brand) bis zur nächsten Station weiterzuführen, um Fahrgästen ein rasches Verlassen des Gefahrenbereiches zu ermöglichen und den Hilfskräften den Zugang zu erleichtern. Zumeist wirkt der Alarm-Hebel nur bis kurz nach der Anfahrt (in Deutschland in der Regel 10 s) als Notbremse, ansonsten wird eine Sprechverbindung zum Triebfahrzeugführer hergestellt.
Die S-Bahn-NBÜ reflektierte Anwendungsfälle, in denen das Weiterfahren des Fahrzeugs mit höherer Wahrscheinlichkeit die geeignetere Reaktion ist. Dies trifft auf Strecken mit hohem Tunnel- und Brückenanteil zu. Allgemein ist diese Art der Notbremsüberbrückung jedoch veraltet, da die neuere NBÜ2004 nach Regelung B009 NBÜ Rev 3.1 mit den zwei verschachtelten Zustandsmaschinen auch diesen Anwendungsfall abdeckt, jedoch bei fehlender Reaktion des Triebfahrzeugführers das Fahrzeug anhält. Nach der alten Regelung zugelassene Fahrzeuge dürfen jedoch weiterhin eingesetzt werden.
Am 12. September 2015 durchfuhr ein mit S-Bahn-NBÜ ausgestatteter Triebzug der Baureihe 425 auf der Elsenztalbahn mehrere Stationen ohne Halt. Der Triebfahrzeugführer war partiell dienstunfähig geworden, bediente aber weiterhin die Sicherheitsfahrschaltung. Die von Fahrgästen betätigte Notbremse bewirkte lediglich ein Alarmsignal im Führerstand, auf das der Triebfahrzeugführer nicht reagierte. Ein ähnlicher Vorfall ereignete sich am 22. Dezember 2019 in einem Fahrzeug der Stadtbahn Bonn.
Die Notbremsüberbrückung wurde bei der U-Bahn der Berliner Verkehrsbetriebe (BVG) 1988 als Reaktion auf den Brand im Bahnhof King’s Cross St. Pancras eingeführt.